# Xosé Lois Vilar Pedreira
Xosé Lois Vilar Pedreira, nascut a Baiona el 1965, és un activista cultural, empresari, arqueòleg i historiador gallec, especialista en toponímia i arqueologia de la costa sud de Galícia.

## Trajectòria
Llicenciat en Geografia i Història, és director de la secció d'Arqueologia i Prehistòria de l'Institut d'Estudis Miñorans i membre de l'Associació Gallega d'Onomàstica. Va realitzar excavacions i estudis al Val Miñor (Chan do Cereixo a Donas, Panxón…), Toralla, Esposende i As Neves, amb especial dedicació a l'art rupestre. També imparteix xerrades sobre la matèria i conferències a universitats. Realitza visites guiades als petroglifs de tota la província. A més, és president de l'Associació de defensa Mediambiental SOS la Serra de la Groba.
Va ser a les llistes del BNG de Baiona a les Eleccions municipals de 2011.
Com a empresari és el propietari d'una cadena de fruiteries.

## Publicacions
- «Aeroguía Litoral do Ámbito Territorial da Confraría de Baiona», con Rodríguez Álvarez, R. 2004. Cofradía de Pescadores «A Anunciada».
- Baiona nas ondas do tempo (fotografia). 2004. Ediciones de la Cumbre. ISBN 978-84-8289-312-9.
- «Os nomes do mar», con Roberto Rodríguez Álvarez. Págs. 6-55 en Raigame núm. 22. 2005. Diputació Provincial d'Ourense.[3]
- «Toponimia marítima e fluvial desde o Miño a Panxón», con Rodríguez Álvarez, Roberto. pp. 43–56 en Ardentia núm. 3. 2006.[4]
- Talasonimia da costa sur de Galicia. 2008. Nueva Galicia Ediciones. ISBN 978-84-92590-27-8.[5][6]
- A estación de arte rupestre do Outeiro dos Lameiros. 2008. Con Méndez Quintas, Eduardo. Nueva Galicia Ediciones. ISBN 978-84-92590-32-2.
- Os nomes do mar de Baiona e Panxón. 2008. Nueva Galicia Ediciones. ISBN 978-84-96950-75-7.
- «Os nomes do mar. Talasonimia na costa sur galega», págs. 309-338 en Toponimia y cartografía. 2010. CCG. ISBN 978-84-92923-08-3.[7]